# Claudio Ambrosini
Claudio Ambrosini (Venezia, 9 aprile 1948) è un compositore italiano.

## Biografia
Figlio di Anton Giulio Ambrosini, pittore italiano, affiliato al movimento spazialista veneziano, ha studiato Lingue e letterature straniere all'Università degli Studi di Milano, dove si è laureato nel 1972. Ha poi studiato musica elettronica sotto la guida di Alvise Vidolin al Conservatorio di Venezia tra il 1972 e il 1975. In questi anni si cimenta come artista audio-video con la Galleria del Cavallino, producendo opere video sperimentali.
Ha vinto nel 1985 il Prix de Rome, primo compositore di nazionalità non francese a vincere tale importante riconoscimento, e l'anno seguente ha rappresentato l'Italia all'International Rostrum of Composers dell'UNESCO. Ha ricevuto commissioni dalla Rai, dalla WDR, dal Governo francese, dal Teatro La Fenice di Venezia e da altre importanti istituzioni.
Nel 2007, in occasione della Biennale di Venezia, ha ricevuto il Leone d'oro alla musica del presente e nel 2011 ha vinto il XXX Premio Abbiati, nella sezione Novità Assoluta, con "Il Killer di Parole".
Dal 1976 lavora al Centro di Sonologia Computazionale di Padova e nel 1979 ha fondato l'Ex Novo Ensemble di Venezia, che si dedica all'esecuzione di musica contemporanea. Nel 1983 ha fondato il Centro Internazionale per la Ricerca Strumentale, di cui è ancora attualmente direttore.

Riconoscimenti recenti:
- Association Beaumarchais (Parigi, 2006) per il libretto scritto per la propria opera Il Canto della pelle - Sex Unlimited
- Leone d’Oro per la Musica del Presente della Biennale di Venezia (2007) per il brano Plurimo, per due pianoforti e grande orchestra
- Music Theatre Now Prize (Berlin, 2008, premio UNESCO) per il libretto e la musica dell’opera Il canto della pelle - Sex Unlimited
- Rotary International Award (2009)
- Premio della Critica (Abbiati 2010 per la Migliore Novità Teatrale) per il libretto e la musica dell’opera Il killer di parole.
- Premio Play.It! per l’insieme del suo lavoro (2015).
- Premio della Critica (Abbiati 2019: miglior cd di Nuova Musica) per Tromper l’oreille, per flauto
- Premio Internazionale Paterna Baldizzi dell'Accademia dei Lincei per libretto e musica de Il killer di parole (2021).
- Premio Internazionale GAMO (2023) per l’insieme del suo lavoro
Nel 2021 è stato eletto Accademico Effettivo di Santa Cecilia.

## Opere significative
- Negli sguardi di Eurialo e Niso per flauto, clarinetto, due piante immerse nell'acqua e nastro magnetico (1980)
- Ballo italiano per pianoforte preparato (1981)
- Cadenza estesa e coda per flauto e live electronics (1981)
- Grande ballo futurista per pianoforte verticale (1982)
- Orfeo l'ennesimo, opera in 1 atto su testo di Carlo d'Altilia (1984)
- Doppio concerto grosso per grande orchestra (1987)
- Canzoniere ballato, balletto in due atti su testi di Giorgio Baffo, Yves Bonnefoy e fonti anonime (1991)
- Acrobata, su testo di Edoardo Sanguineti, per quattro voci miste (1997)
- Ostinato rampante per orchestra (1997)
- Pandora librante balletto su testi di Lucrezio, Anonimo italiano del XIII secolo e Cecco Angiolieri (1997)
- Le cahier perdu de Casanova, opera-balletto (1998)
- Passione secondo Marco, per sei voci, narratore e undici strumenti, testo di Sandro Cappelletto (1999-2000)
- Big Bang Circus (Piccola storia dell'Universo), opera in 2 tempi, libretto di Sandro Cappelletto e Claudio Ambrosini (2001-2002)
- Tocar, concerto per pianoforte e grande orchestra (2006)
- Plurimo (per Emilio Vedova), concerto per due pianoforti e grande orchestra (2007)
- Toccar l'Orfeo (2009)
- Il Killer di parole (2010) ludodramma in due atti, soggetto di Daniel Pennac e Claudio Ambrosini, libretto e musica di Claudio Ambrosini
- Classifying the Thousand Shortest Sounds in the World (2012) per flauto
- Fonofania, lallazione per coro di voci bianche e orchestra, commissione della Biennale di Venezia (2013)